# Собственная торговая марка

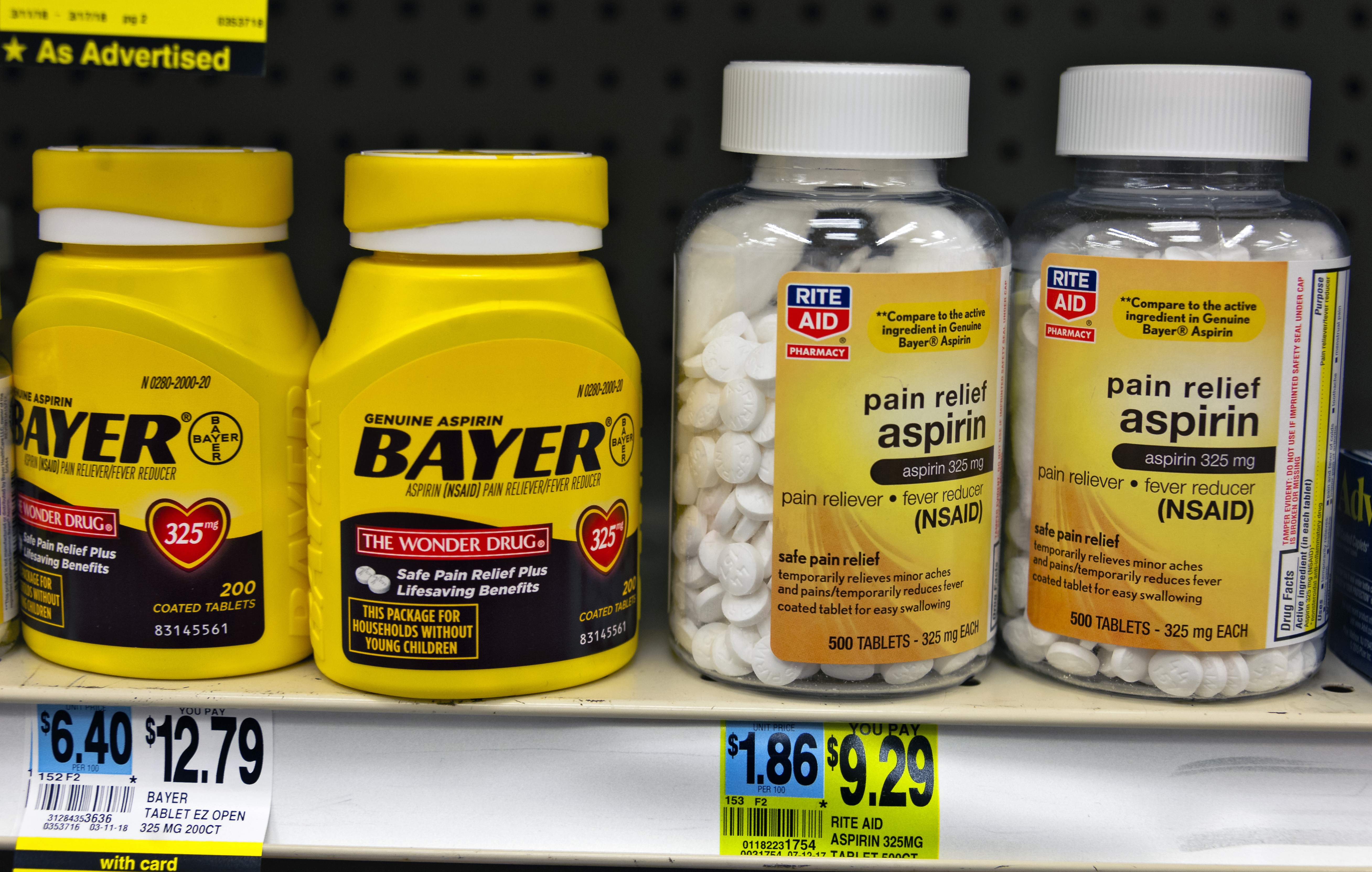
Аспирин бренда Bayer и собственная торговая марка аспирина на полке аптеки

Сетевая торговая марка, собственная торговая марка (СТМ), или частная марка (англ. private label) — торговая марка, владельцем которой является розничная сеть (супермаркет, гипермаркет).
Создавая частные марки, компания получает больший контроль над производством, качеством товара, ценообразованием и распределением. Низкие затраты на рекламу и маркетинг за счёт достаточности продвижения товара на месте продаж значительно снижают себестоимость товара. Отсюда — более низкая цена на товары собственной марки по сравнению с аналогичными товарами других торговых марок; товары собственных торговых марок магазинов дешевле аналогов до 30 %. 
В большинстве случаев для производства товаров под марками сетей используются мощности независимых заводов. В редких случаях товары производятся на предприятиях, находящихся в собственности самих компаний владельцев собственных торговых марок.
Частные марки создаются под сегмент покупателей конкретной розничной сети, и благодаря знанию своей аудитории компания более гибко реагирует на запросы потребителей.

## Национальные различия
По состоянию на середину 2000-х годов доля частных торговых марок на мировом рынке росла, исследовательская компания ACNielsen, проанализировав 80 позиций в 14 отраслях торговли на 38 рынках мира, сделала вывод о том, что 17 % всех продаж в 2005 году составили продажи продукции частных торговых марок; аналогичный показатель 2003 года составлял 15 %.  По состоянию на 2007 год собственные торговые марки производителей составили 5 %, средний показатель доли частных торговых марок на мировом рынке составил 17 %, но в отдельных странах он значительно выше.
В Европе на них приходится более четверти продаж: рекордсменом является Швеция — 52 %, в Испании — 41 %, в Бельгии — 38 %.
В 2021 году продажи продуктов питания, выпущенных торговыми сетями составляла 18 %, в 2022 году доля увеличились до 35 %.
При этом, в Европе торговые сети имеют право сбывать товар, на котором в качестве названия фирмы производителя и её адреса указаны только данные торговой сети.
В России и на Украине, согласно нормам законов о защите прав потребителей, независимо от того, под какой торговой маркой продается товар, на упаковке должны быть указаны название, адрес и способы связи с реальным производителем товара.

## Высококлассные собственные марки
Одно из направлений развития розничной торговли — создание собственных высококлассных марок.
Создавая собственные высококлассные марки, розничные сети дифференцируют свой товар по качеству и противопоставляют его товару под маркой производителя.
Например, у британской сети Tesco есть линия товаров Tesco Finest, у канадской розничной сети Loblaws (1050 магазинов) — President’s Choice.
Зачастую премиальные бренды розничных магазинов, особенно в категории свежих продуктов питания, продаются по более высокой цене, чем традиционные бренды, благодаря более короткому логистическому циклу.